# Mastlé

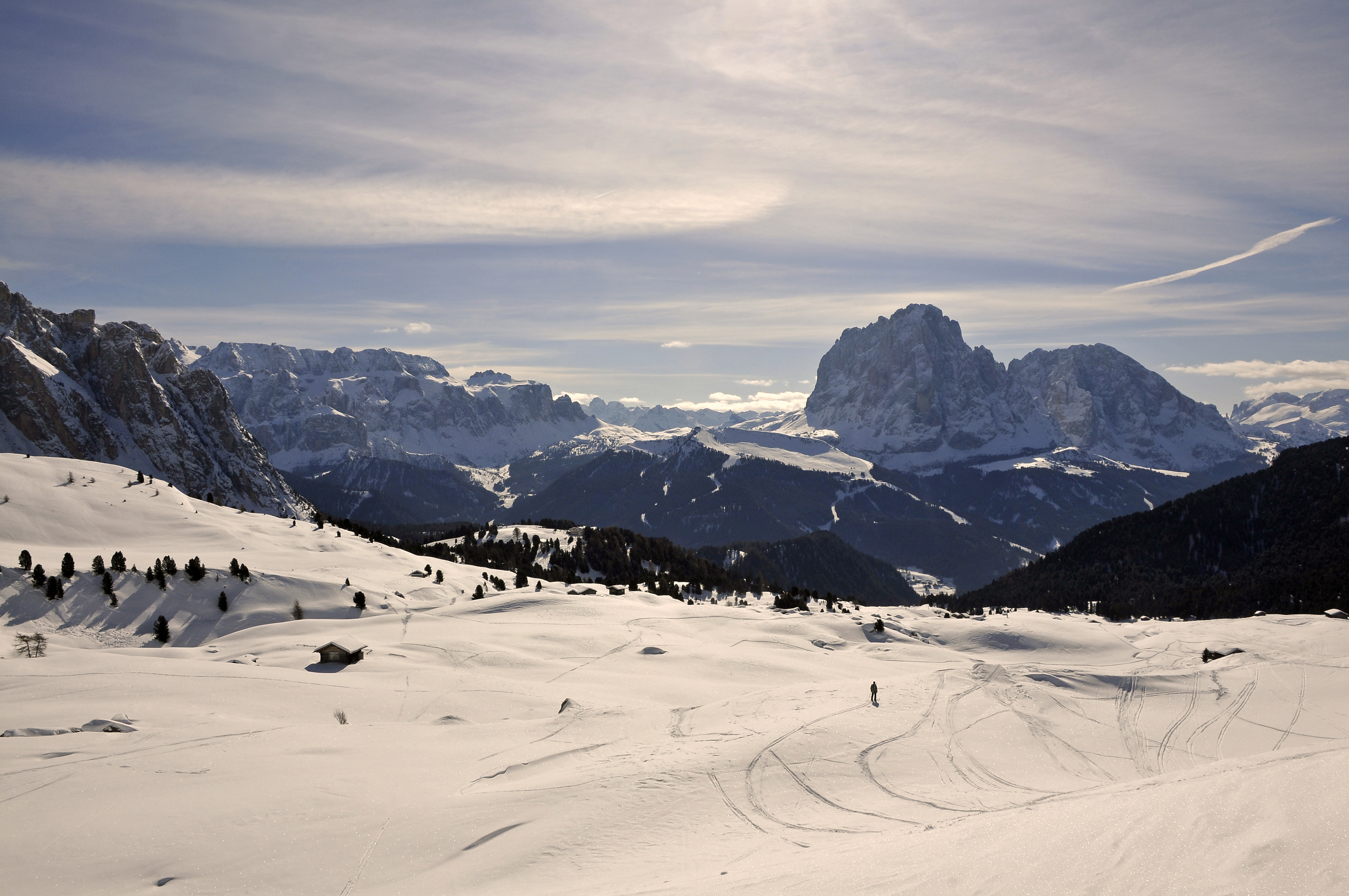
Ansicht der Alm im Winter

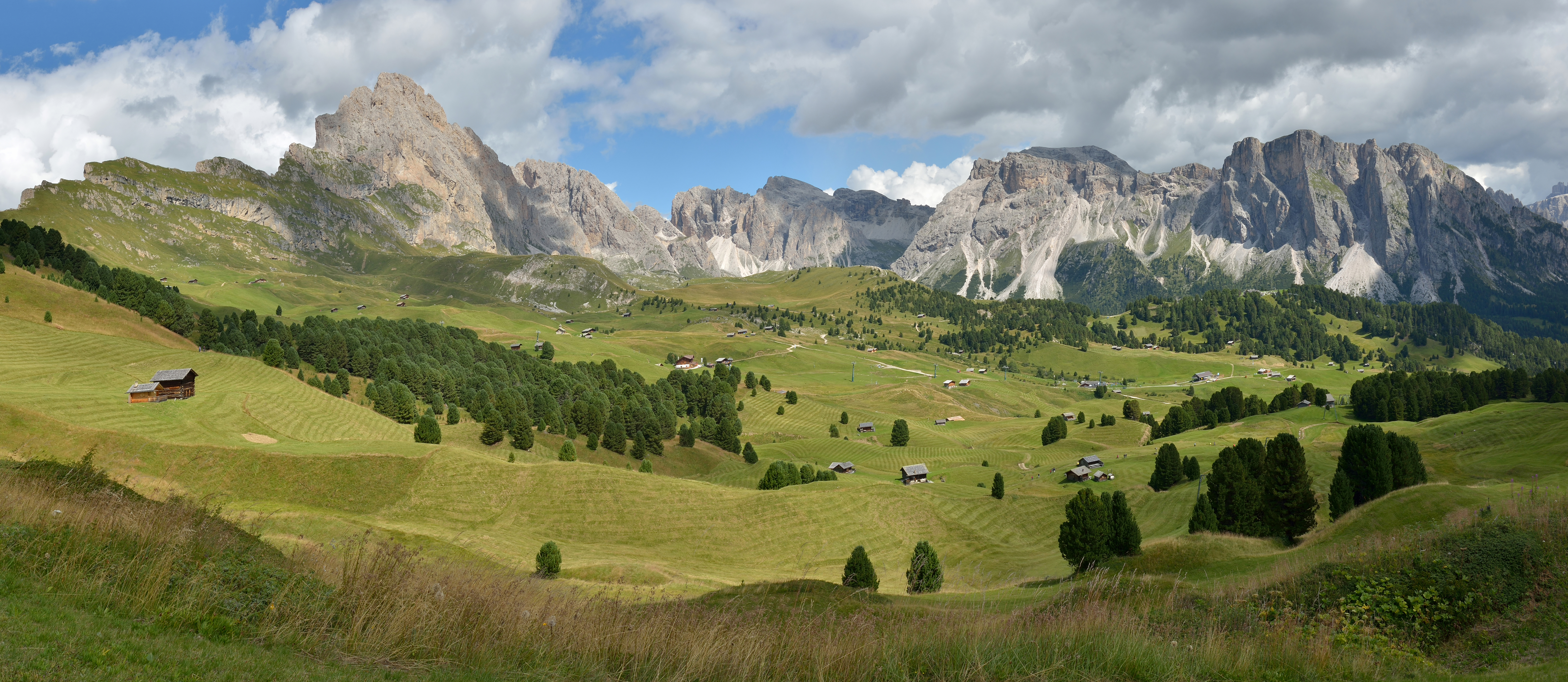
Ansicht der Alm im Sommer

Mastlé ist der ladinische Name für die im Deutschen auch als Aschgler Alm bekannte Alm in Gröden in Südtirol.

## Lage und Umgebung
Die Alm liegt im Gemeindegebiet St. Christina in Gröden und ist nördlich von der Secëda und den Geisler-Spitzen begrenzt, im Osten stößt Mastlé an die Cisles-Alm, die Südgrenze bilden der Hügel Col Raiser und der Pitschberg.
Kleinere Flächen an den Randgebieten der Alm sind Teil des Naturparks Puez-Geisler. Die Alm ist mit der Secëda und dem Col Raiser im Winter ein bekanntes Skigebiet. Die meisten Almwiesen werden im Sommer gemäht im Gegensatz zur mehr steinigen angrenzenden Cisles-Alm, die ausschließlich als Weidegebiet dient.

## Naturdenkmäler
Auf der Alm befinden sich fünf der Naturdenkmäler der Gemeinde St. Christina.

## Bergseen und Bäche
Die Alm ist auch durch zahlreiche kleine Bergseen der Würm-Kaltzeit charakterisiert. Die Seen werden mit ihrem ladinischen Namen angegeben.
Es sind insgesamt elf:
- Lech da Iman (46° 35′ 45,6″ N, 11° 44′ 35,7″ O)
- Lech da Rijeda (46° 35′ 32,4″ N, 11° 44′ 24,5″ O)
- Lech Sant (46° 35′ 11,3″ N, 11° 43′ 46,1″ O)
- Poza Zentrina oder Lech da Trëbe (46° 35′ 10,5″ N, 11° 43′ 55,3″ O)
- Lech da Pertan (46° 35′ 8,4″ N, 11° 44′ 7″ O)
- Lech dla Scaies oder Lech dala Scaia (46° 34′ 59,9″ N, 11° 44′ 8,6″ O)
- Lech dl Pitl Vedl (46° 35′ 3,9″ N, 11° 44′ 7,7″ O)
- Lech Fosch (46° 34′ 57,7″ N, 11° 44′ 11,5″ O)
- Lech dl Grand Iacun (46° 35′ 1,1″ N, 11° 44′ 11,9″ O)
- Lech dl Mandl (46° 35′ 6″ N, 11° 44′ 21,9″ O)
- Lech Sot (46° 34′ 51,8″ N, 11° 44′ 6,2″ O)

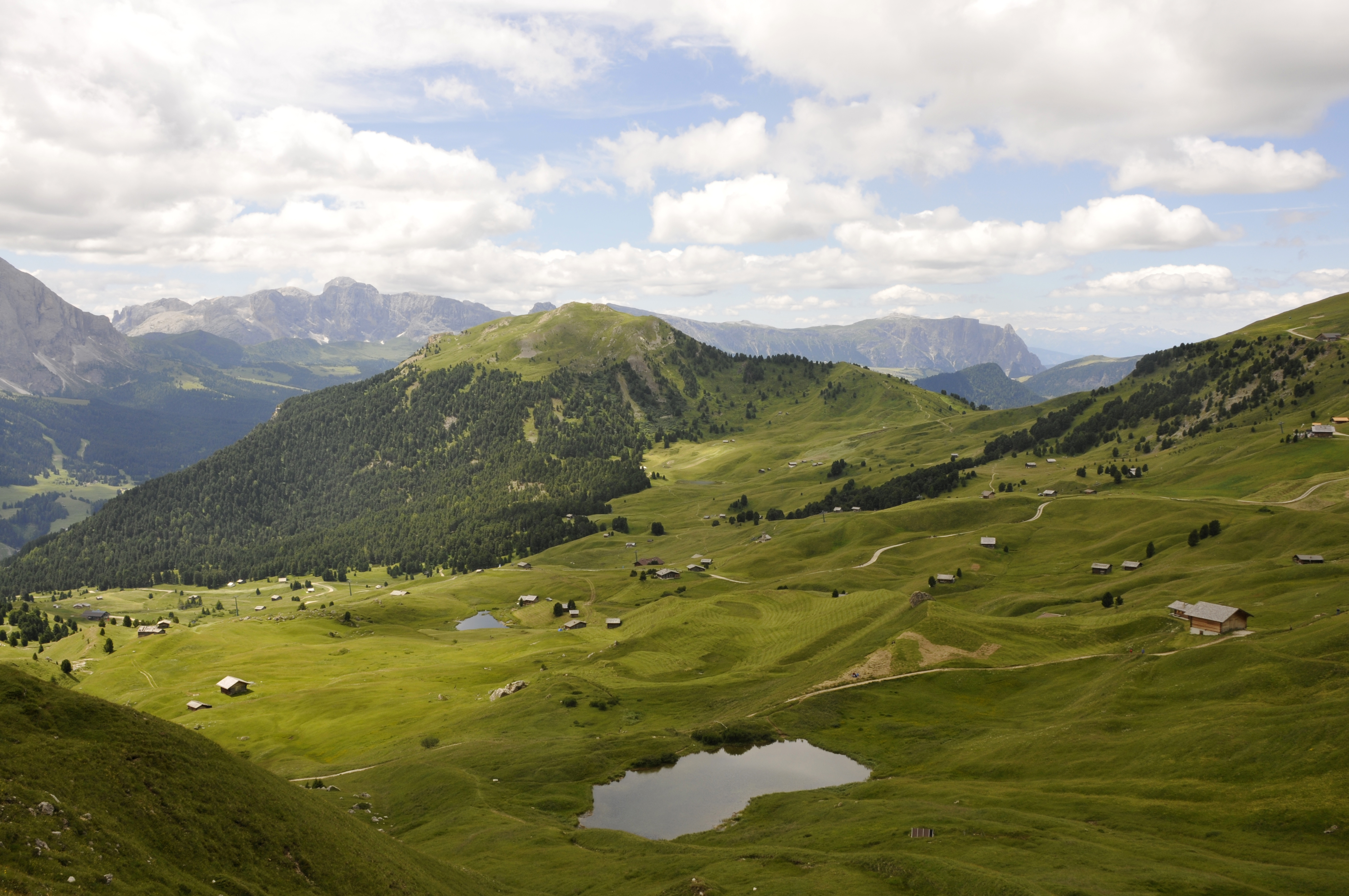
Der Lech da Iman, der höchstgelegene dieser Seen.
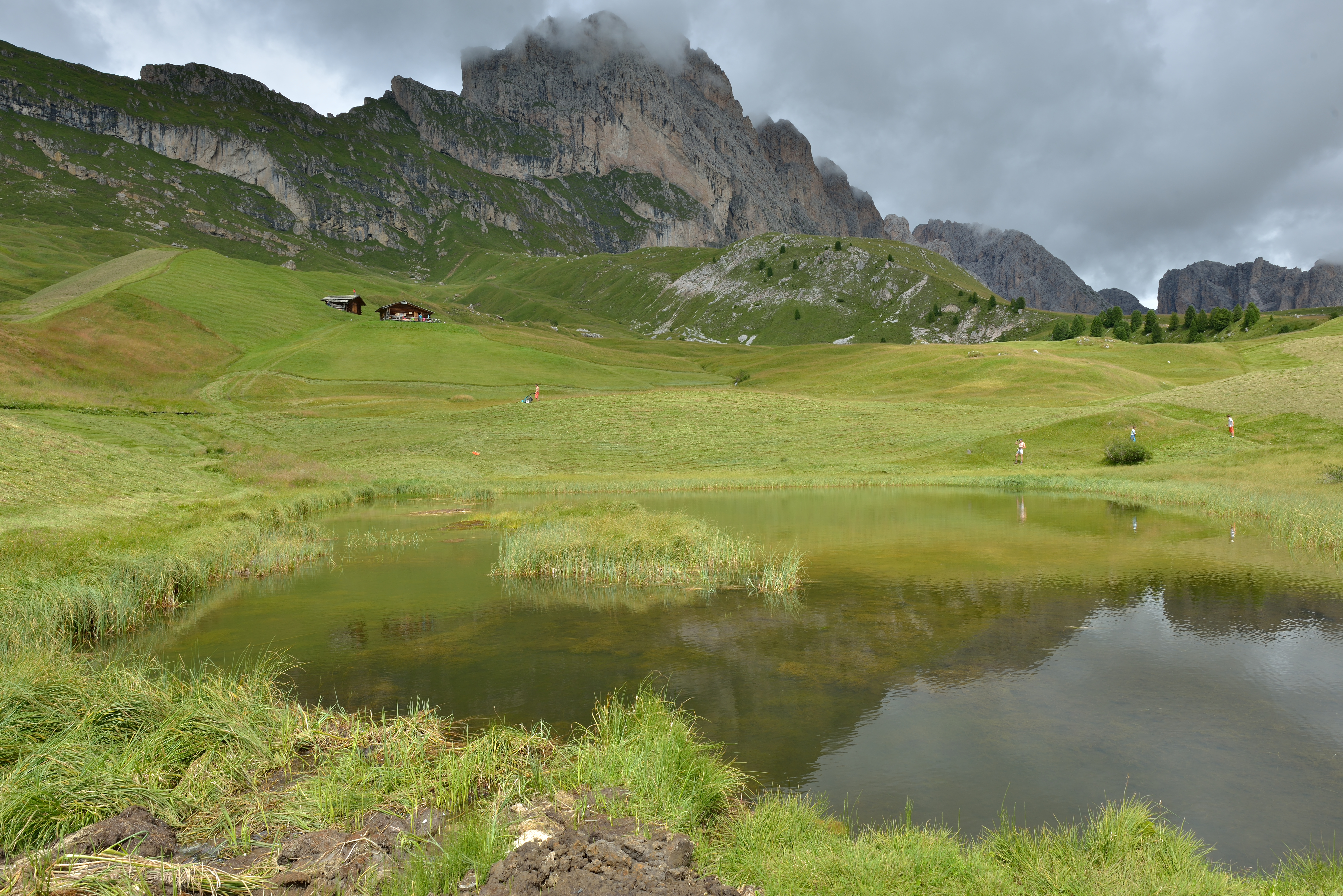
Der Lech da Rijeda, Naturdenkmal.
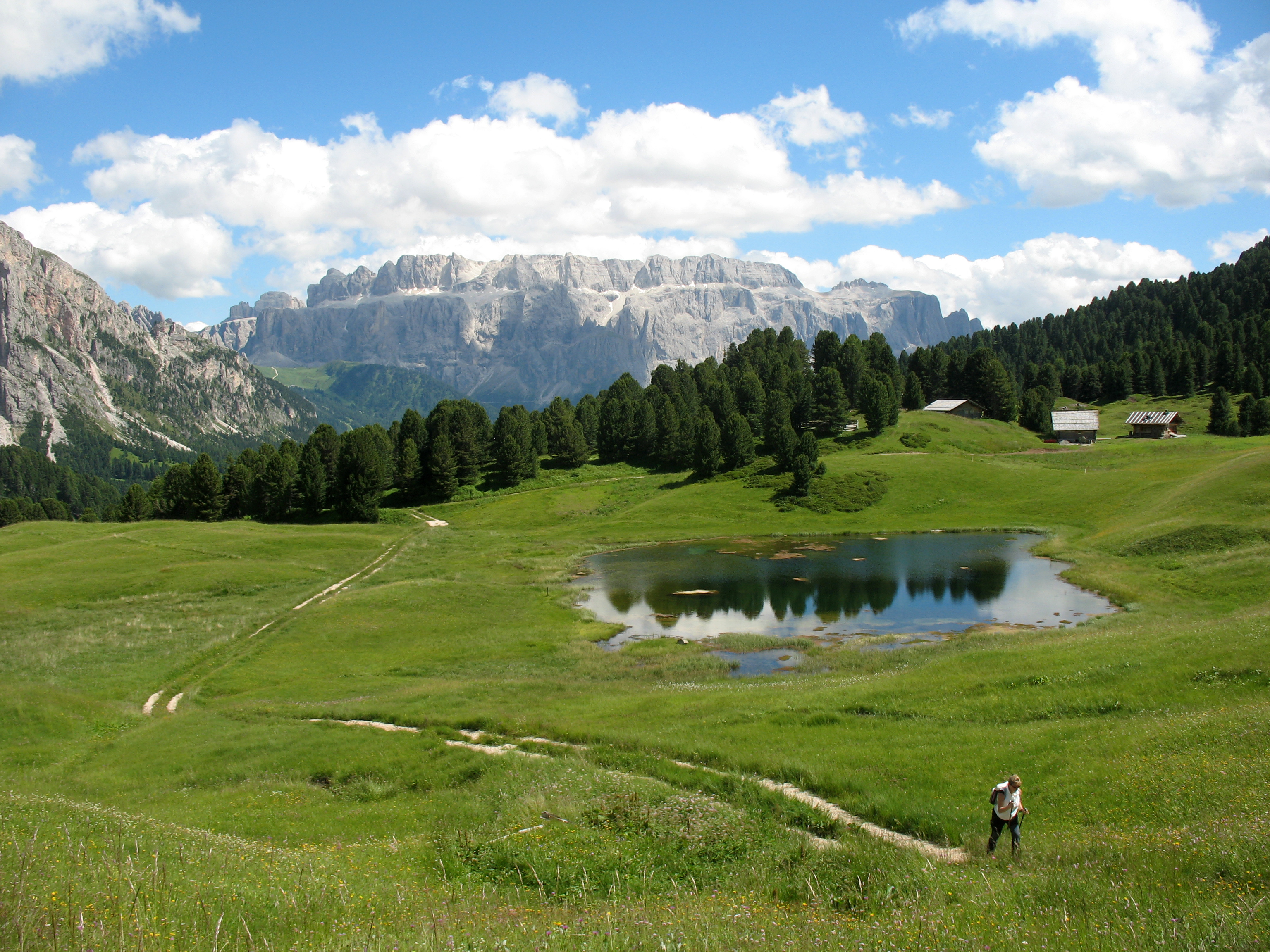
Der Lech Sant, Naturdenkmal.
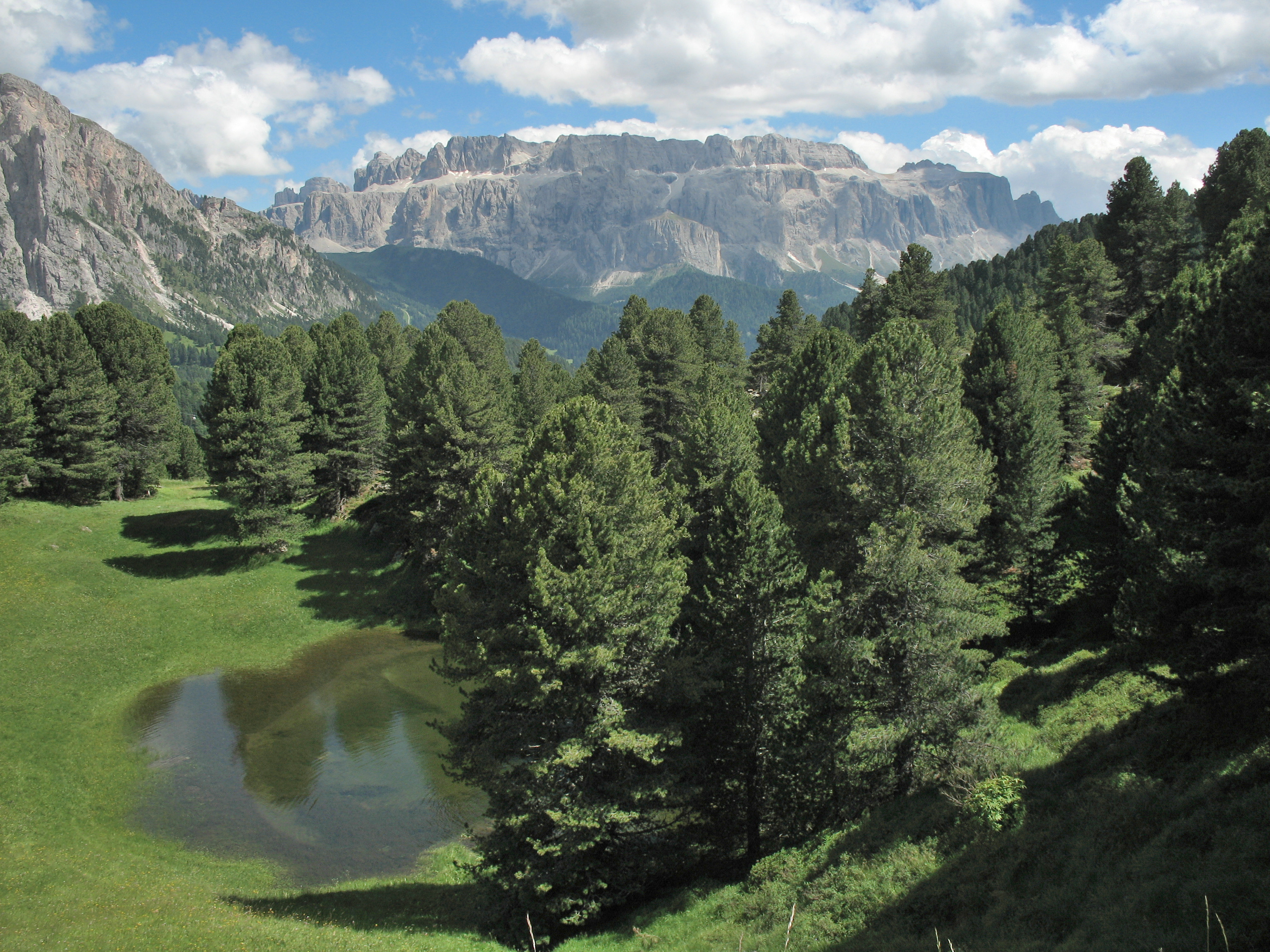
Die Poza Zentrina, Naturdenkmal.
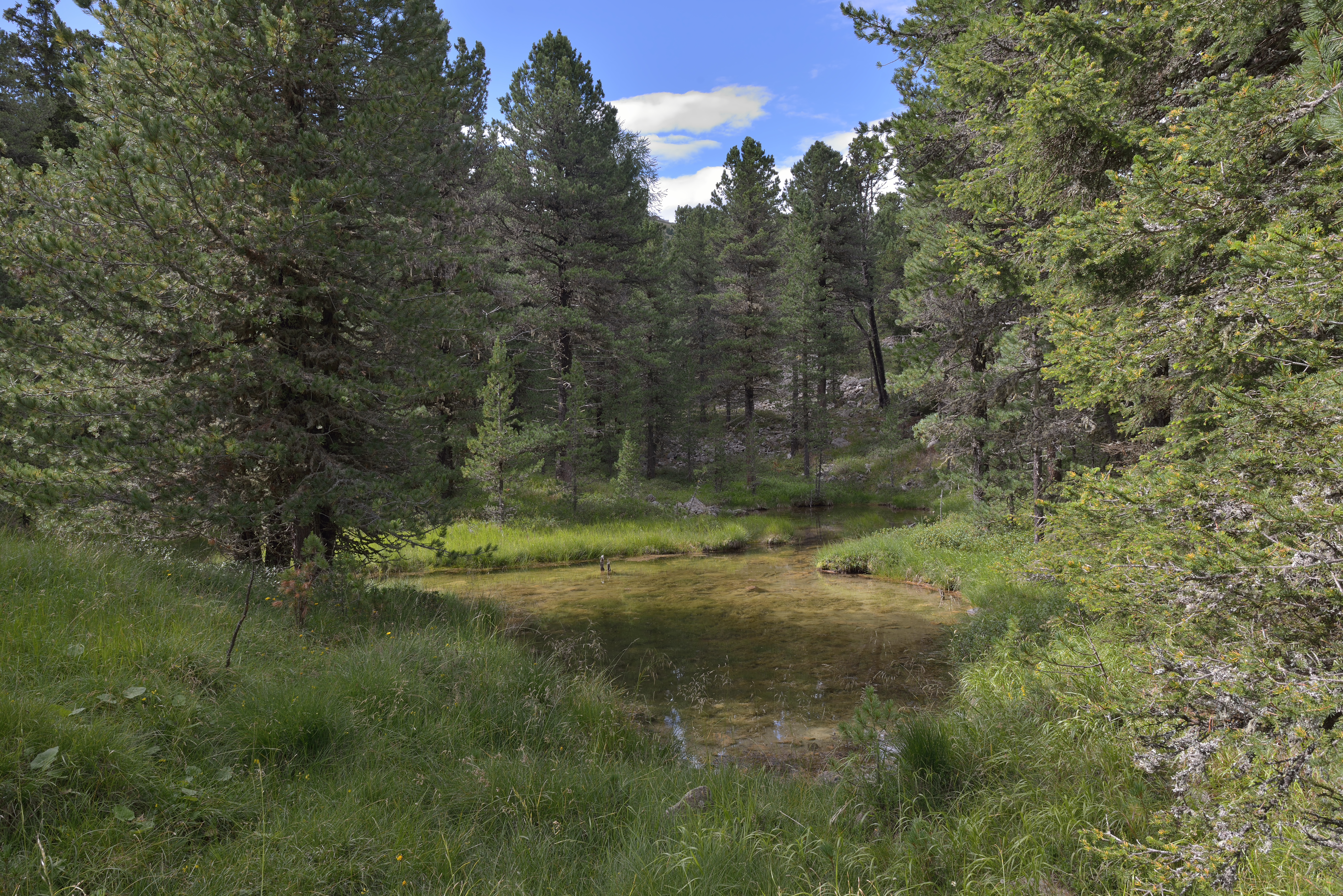
Der Lech dl Pitl Vedl.
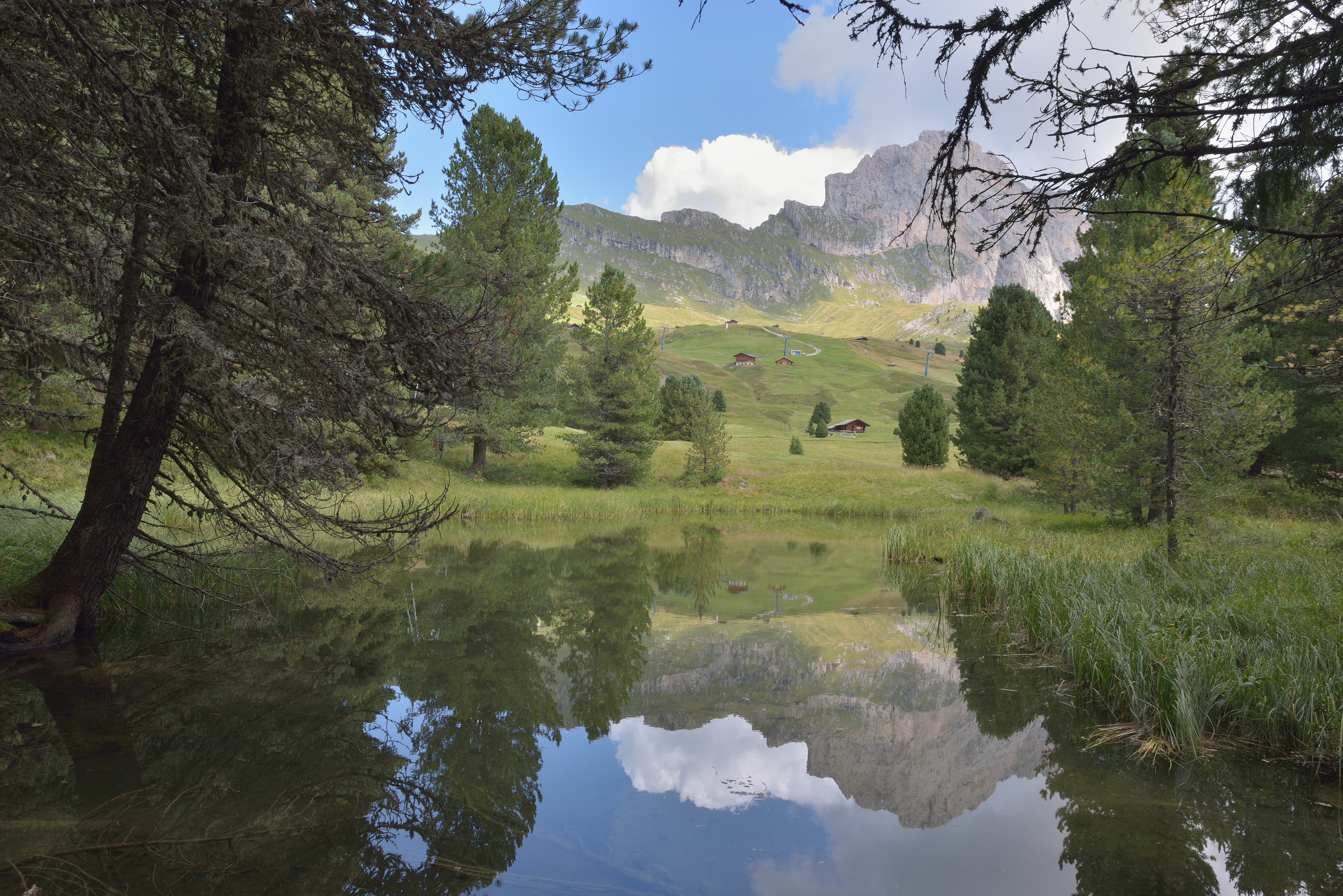
Der Lech da Pertan
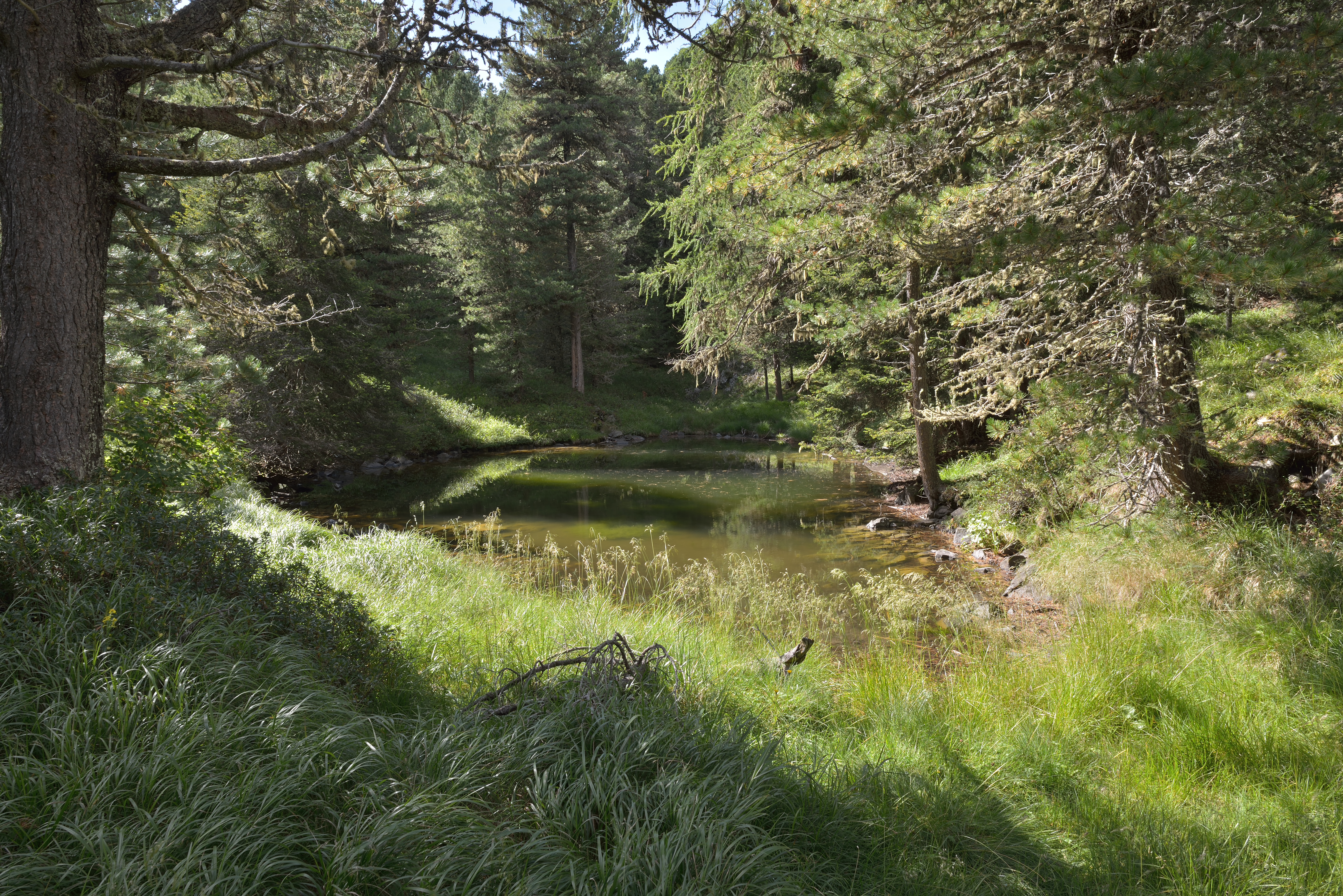
Der Lech dl Grand Iacun.
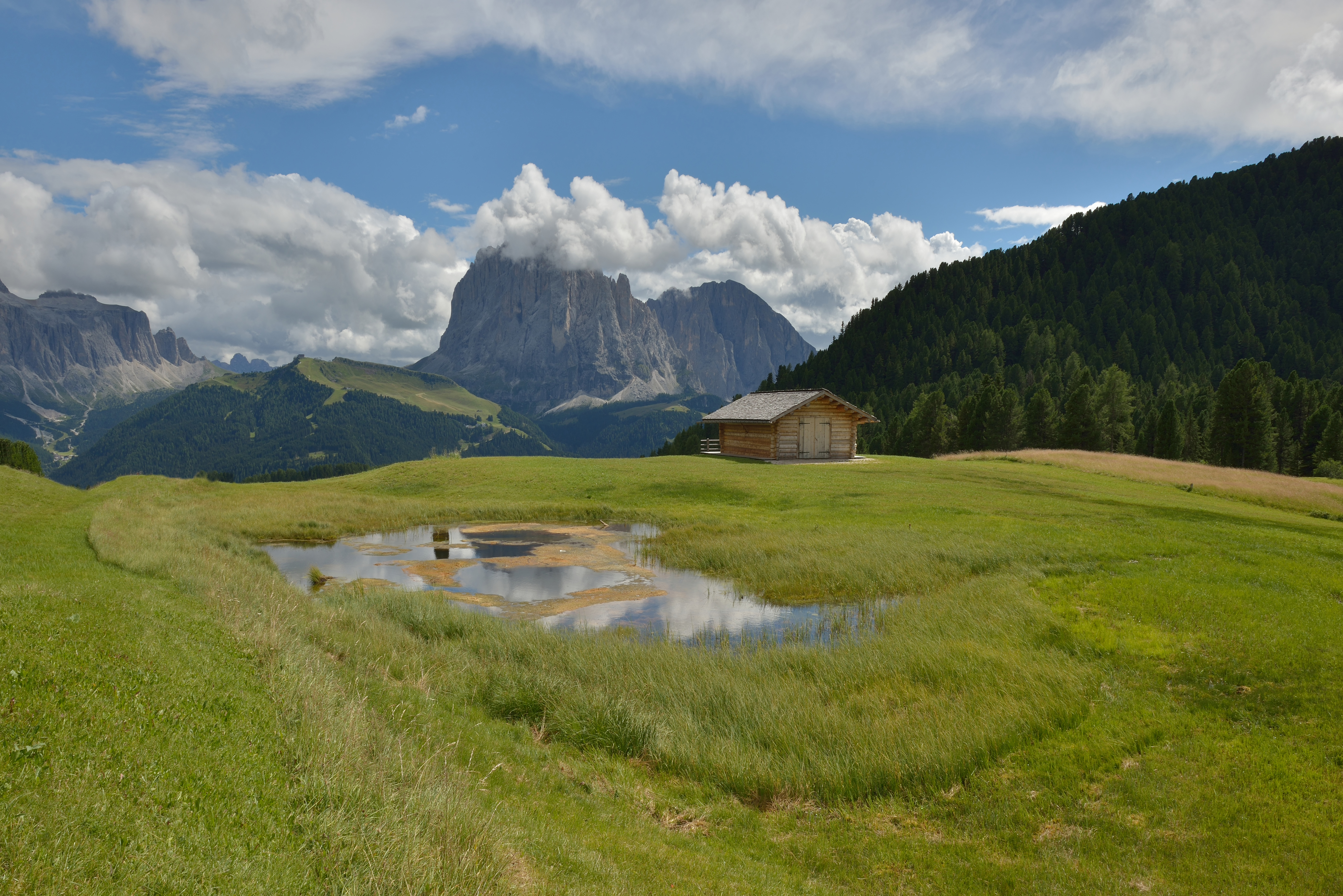
Der Lech dl Mandl, Naturdenkmal.
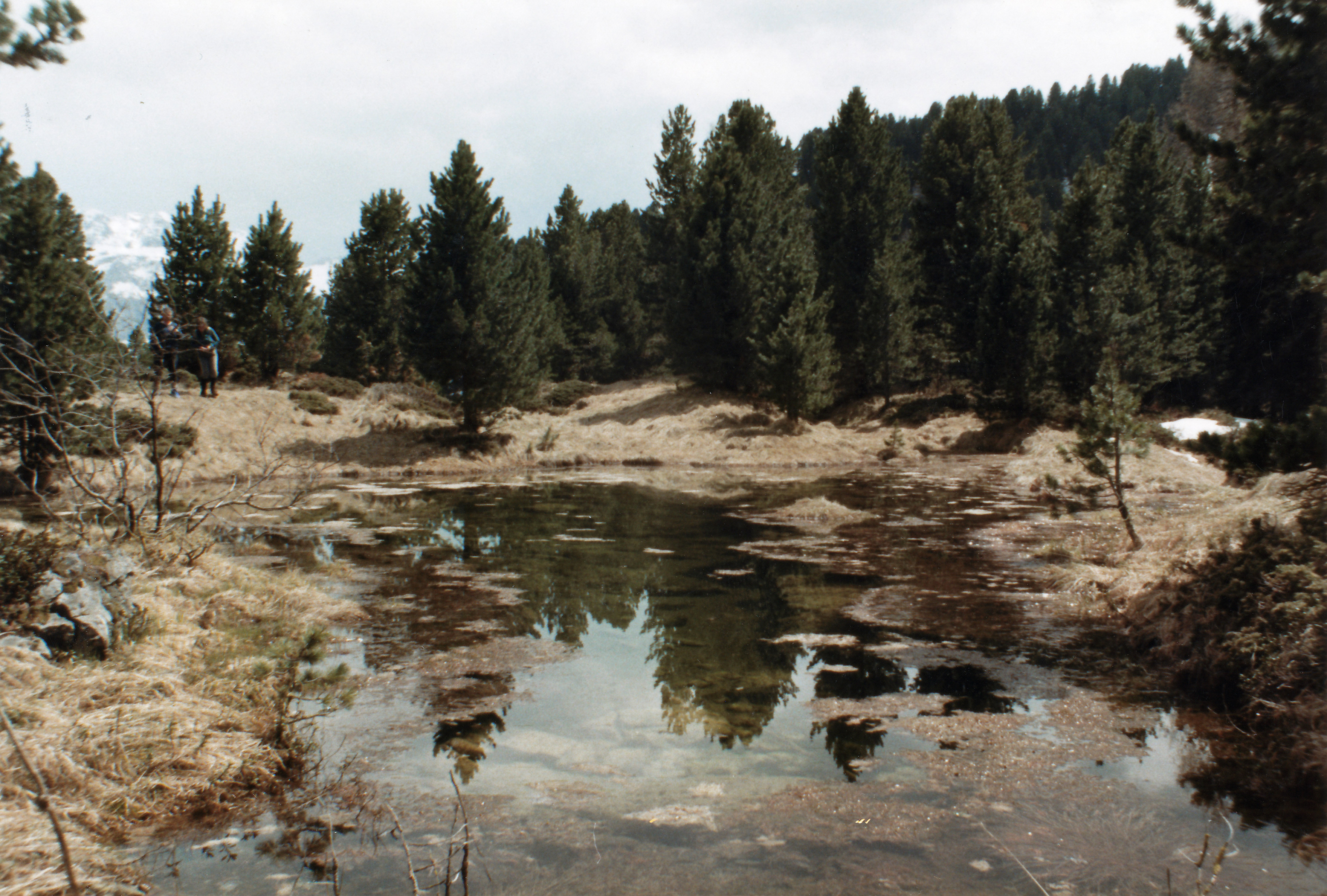
Der Lech dla Scaies oder Lech dala Scaia.

Der bedeutendste Bach ist der Ruf de Mastlè, der in den Cislesbach und somit letztlich in den Grödner Bach fließt.

## Gebäude
1969 wurde auf der Alm eine dem Propheten Elias gewidmete Bergkapelle errichtet.

### Berghütten
Zahlreiche Berghütten dienen dem regen Sommer- und Wintertourismus.
Unter den Ältesten die Fermeda Hütte (für die Einheimischen Stufan Hütte), wo im August während den Heuarbeiten am Freitag Abend gefeiert wurde, die Sofie Hūtte (2410 m.), eine Almhütte, wo man schon 1961 ausgab, 1967 erweitert, die Mastle-Hütte (seit 1964, auf 2300 m, zentral auf der Mastle-Alm gelegen und daher wurde der Name der Alm für die Hütte übernommen), Daniel (2240 m.), Troier (2250 m.) und Gamsblut (da Moz für Einheimische), Jahr 1967 (1965 m.). Nach dem Bau mehrerer Anstiegsanlagen, entstanden das Secëda Restaurant, Col Raiser (2106 m.), Cuca (auch Infiërn da Peza genannt), Odles im Jahr 2003, (2100 m.), Curona im Jahr 2004 (2175 m.), Nëidia und die Schwaige Lech Sant.

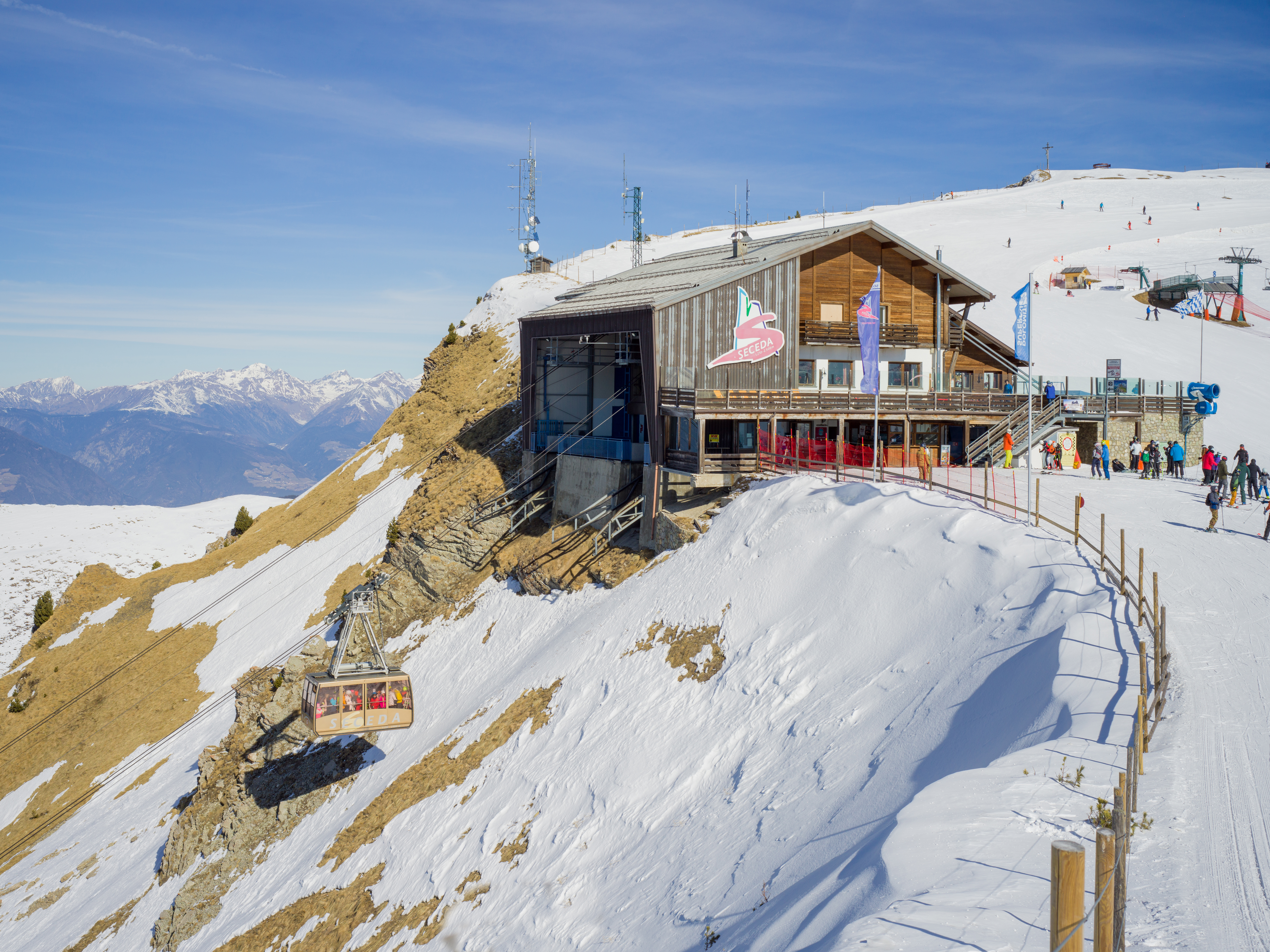
Secëda.
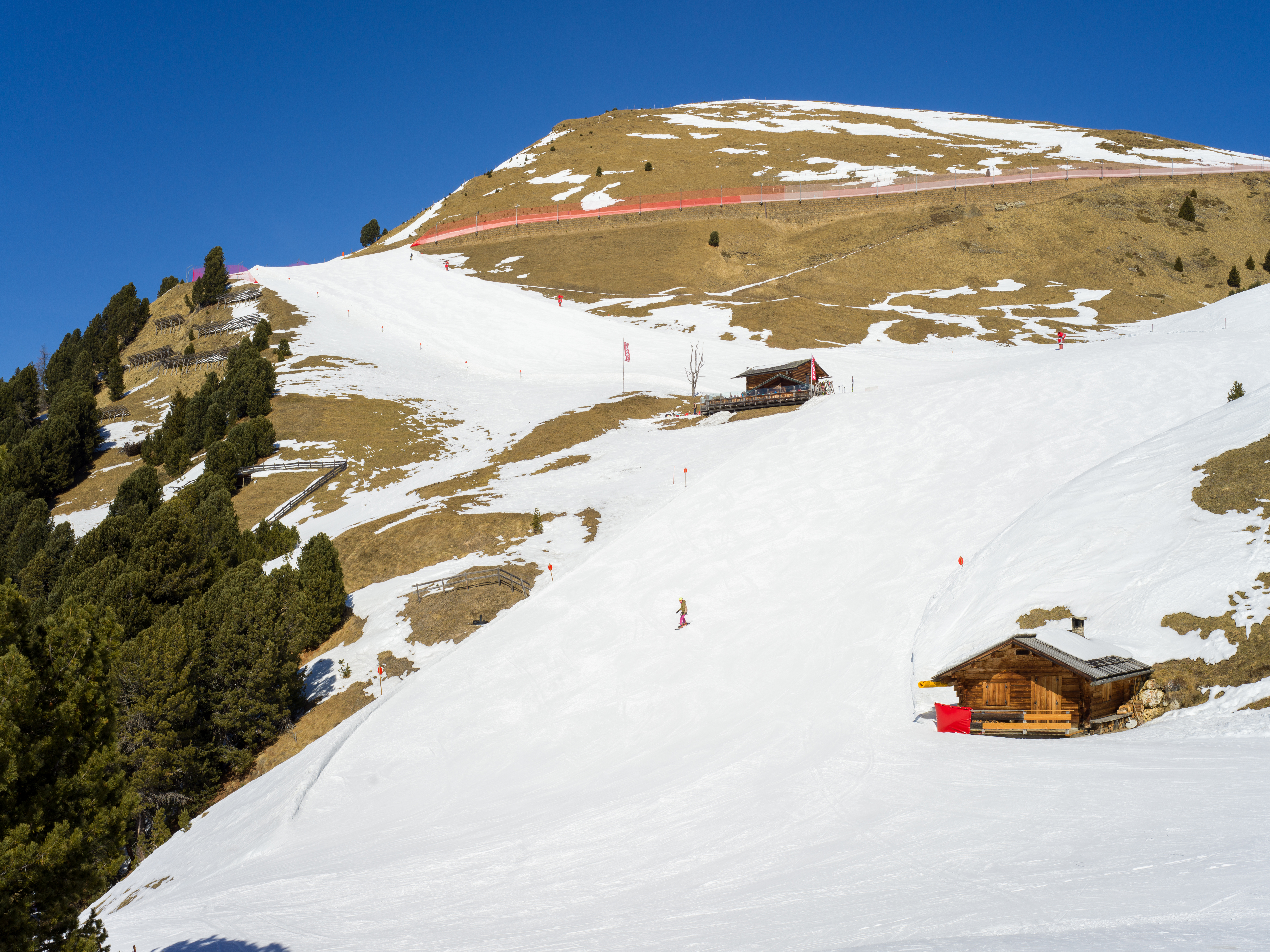
Curona.
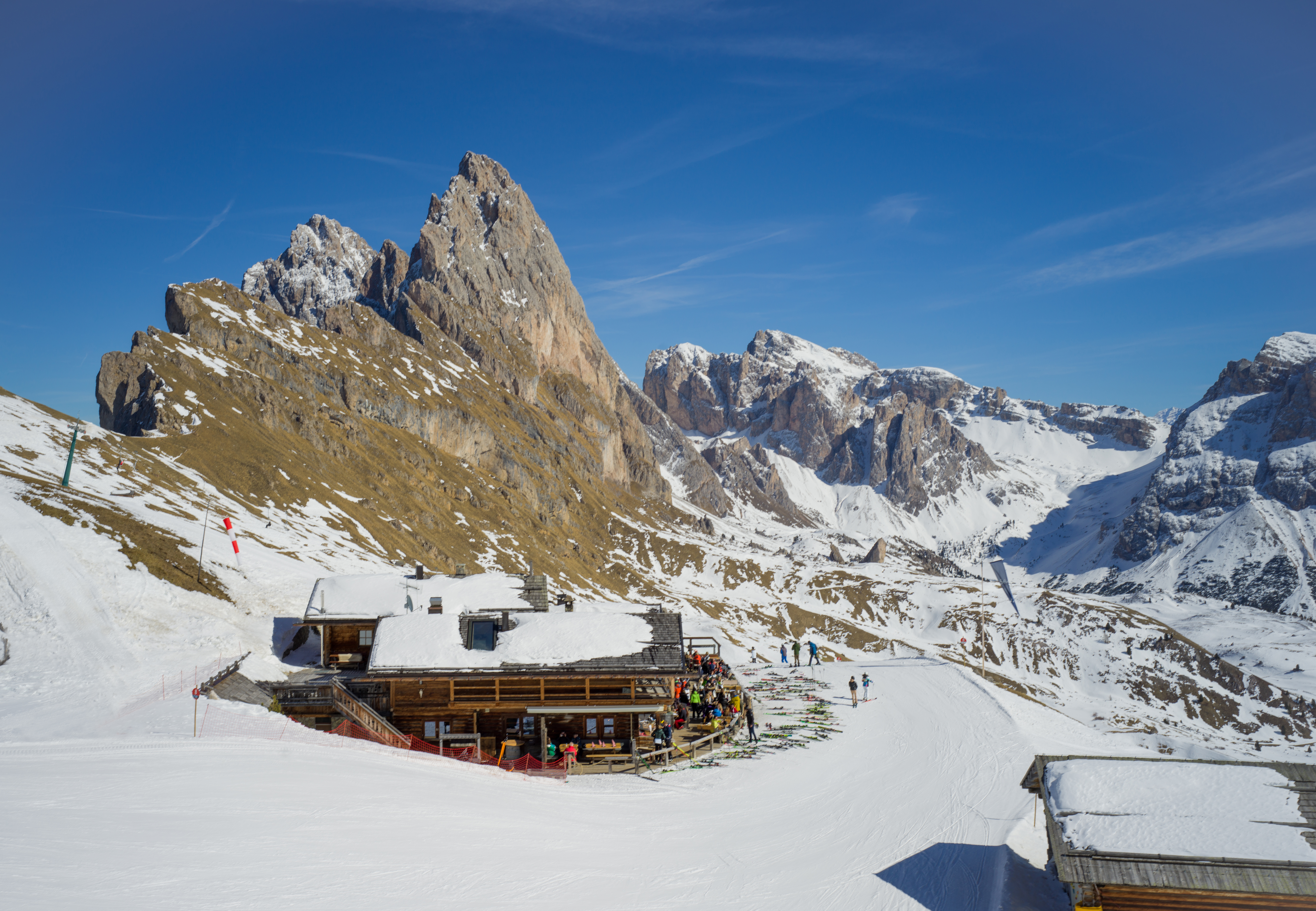
Sofie.
Mastlé.
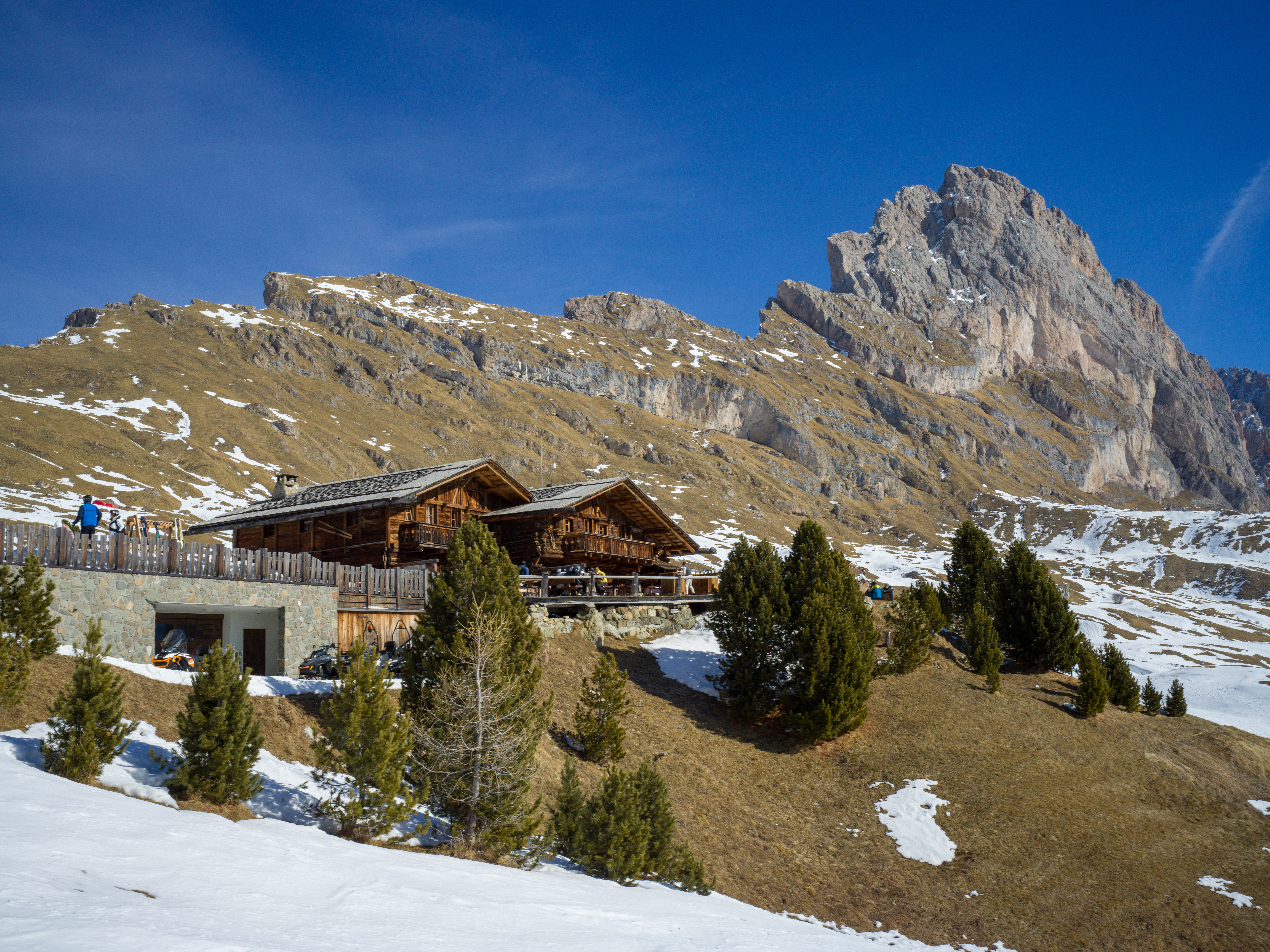
Daniel.
Fermeda (Stufan).
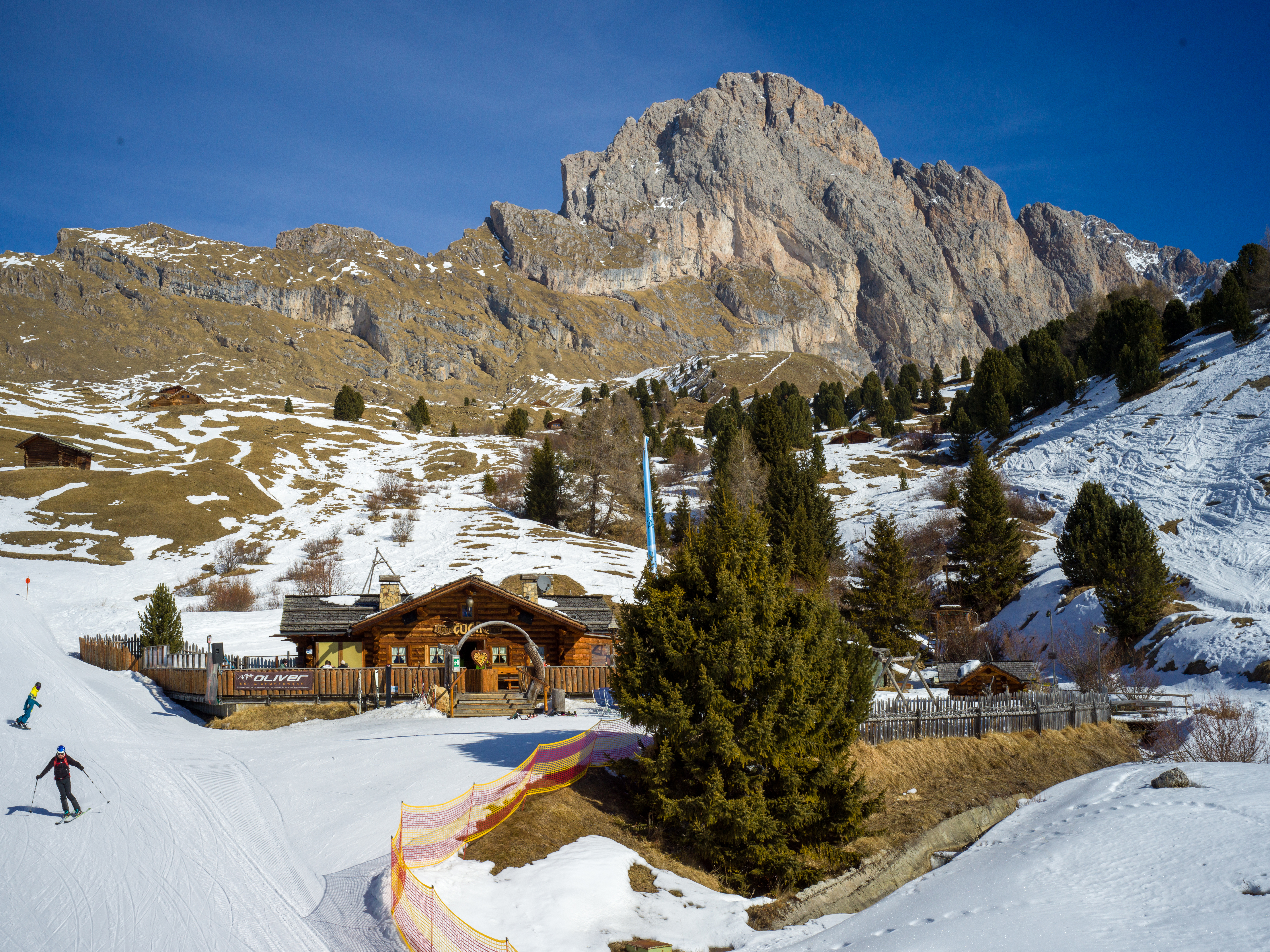
Cuca.
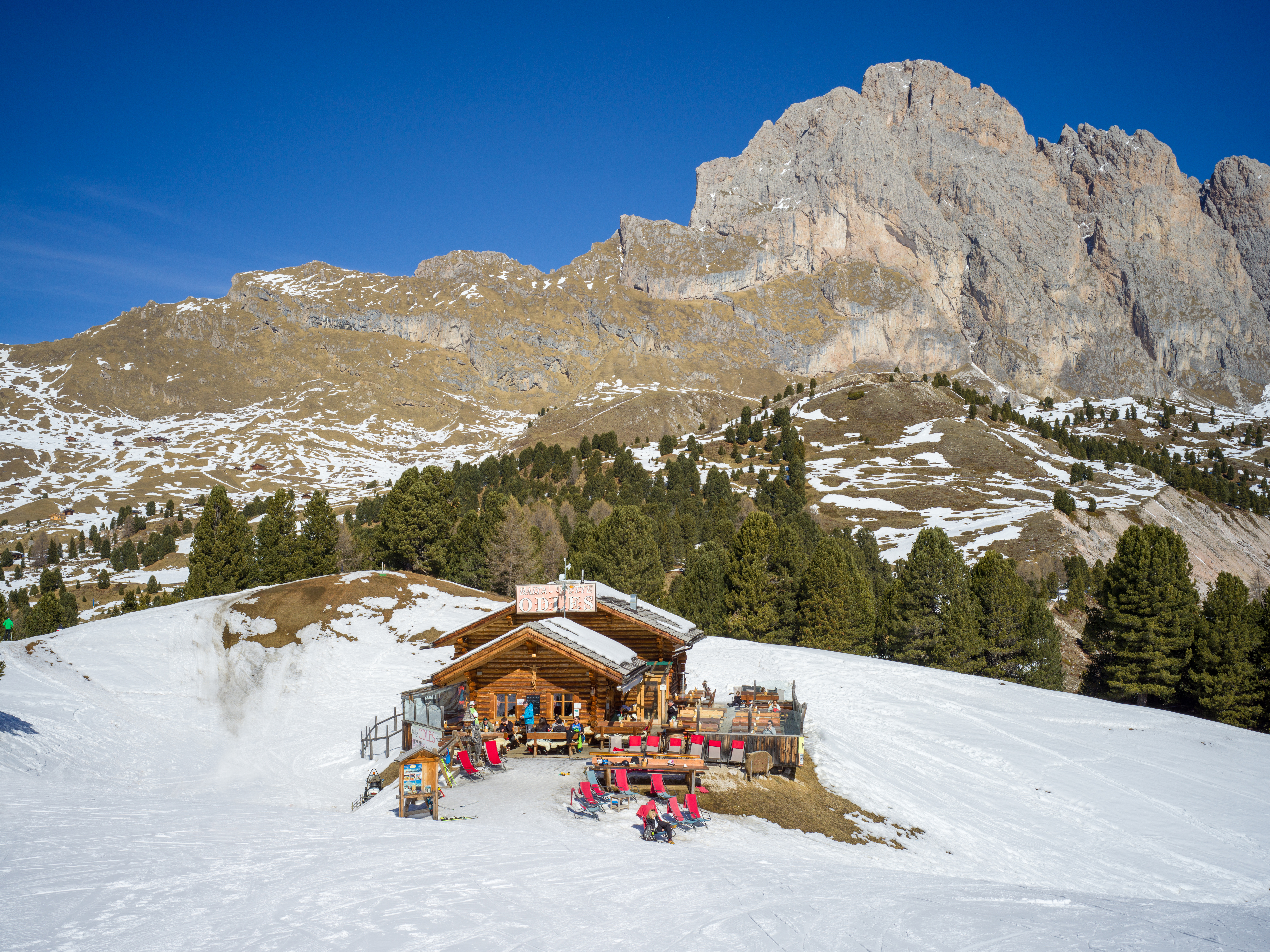
Odles.
Col Raiser.
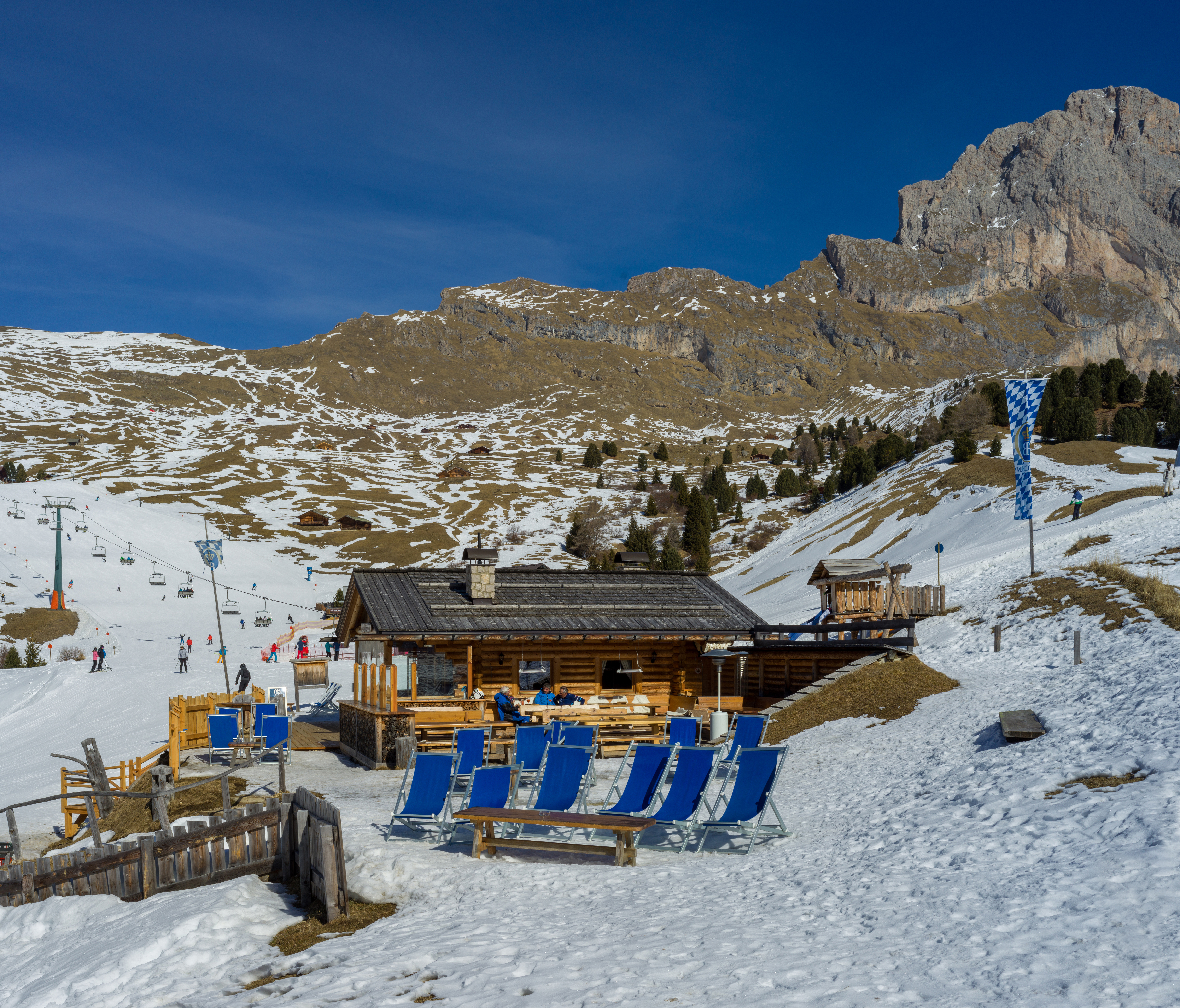
Nëidia.
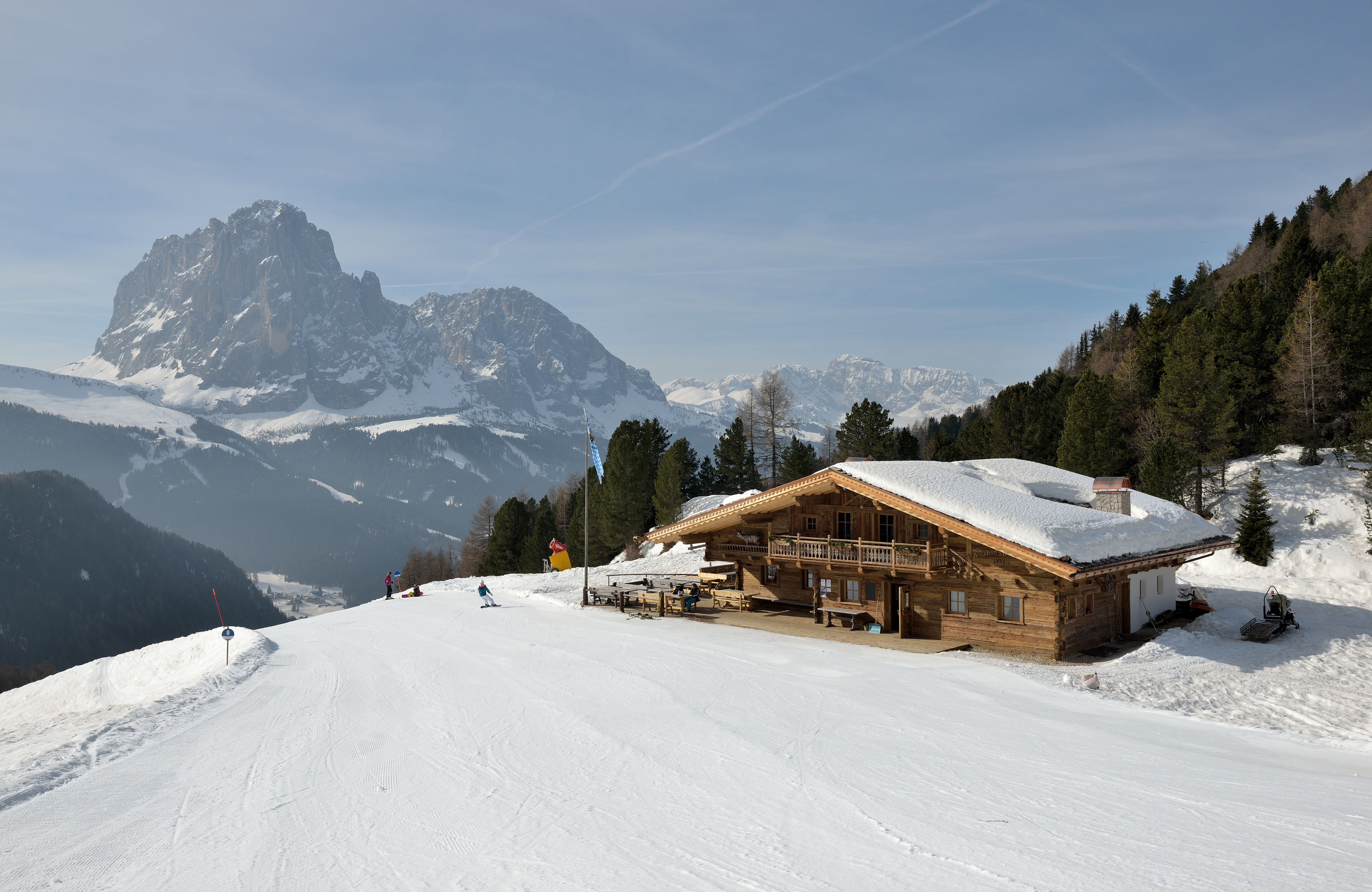
Gamsblut (da Moz).
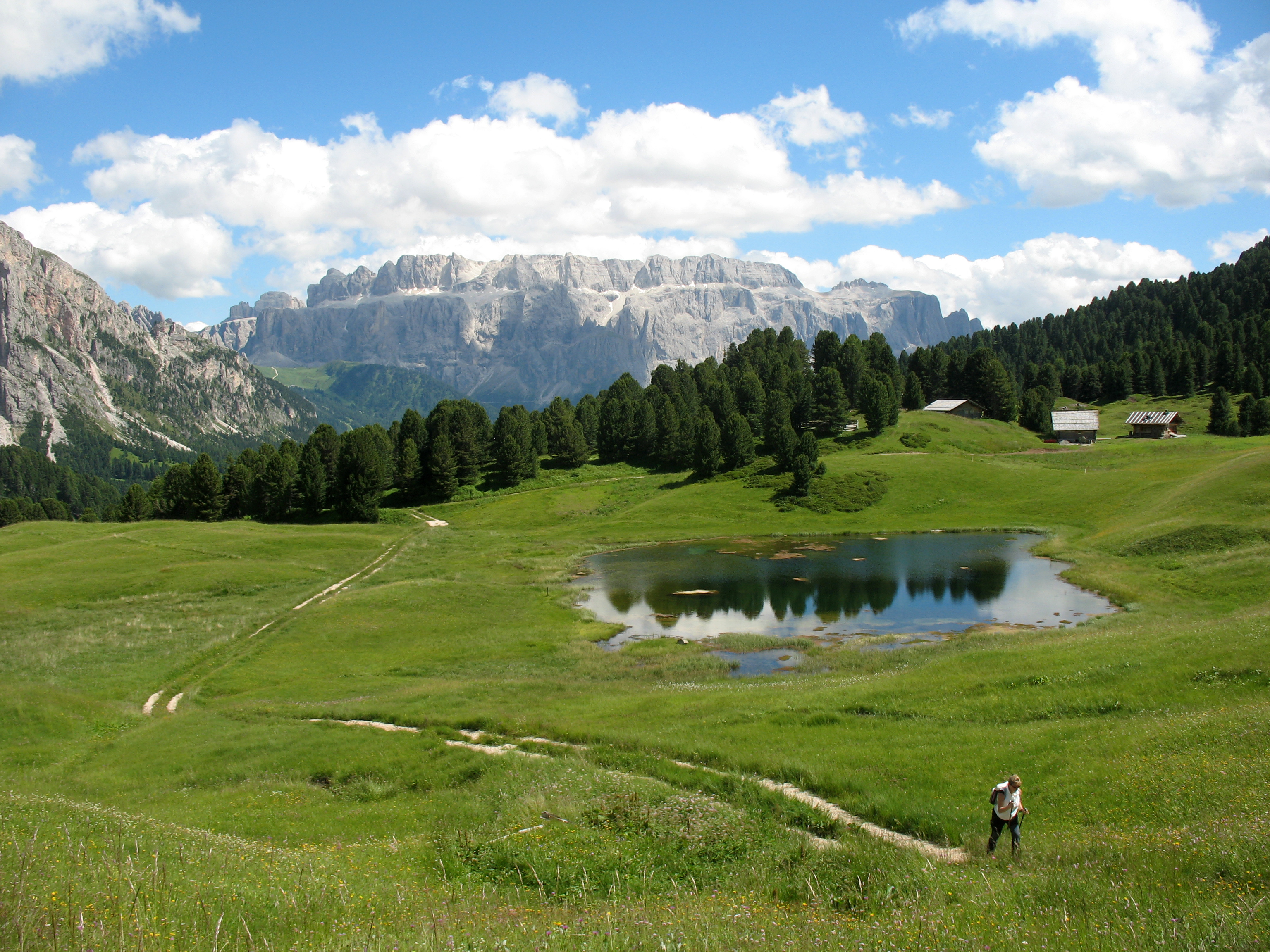
Lech Sant.